# Starinka (obwód omski)
Starinka (ros. Старинка) – wieś (sieło) w Rosji, w obwodzie omskim, w rejonie nazywajewskim. W 2010 liczyła 345 mieszkańców.